# Гоцци, Гаспаро
Граф Гаспаро Гоцци (итал. Gasparo Gozzi; 4 декабря 1713, Венеция — 26 декабря 1786, Падуя) — итальянский поэт и литературный критик.

## Биография
Происходил из старинной венецианской фамилии, брат Карло Гоцци. Пробуждению в нём любви к изящной литературе способствовало его знакомство с художницей и поэтессой Луизой Бергалли, на которой он впоследствии женился. В 1774 году он был приглашён в Падую для составления проекта реформы Падуанского университета. Последние годы жизни провёл в Падуе.
Как критик Гоцци отличался глубиной суждения, беспристрастием и скромностью. Известен тем, что активно защищал предложенную Гольдони театральную реформу, выступая этим против взглядов своего брата. Считается одним из первых итальянских журналистов. Его полемическая работа «Суждение древних поэтов о современной критике Данте» (итал. Giudizio degli antichi poeti sopra la moderna censura di Dante, 1758), написанная им в защиту Данте от нападок Беттинелли, может служить в этом отношении образцом. Большой успех имела издававшаяся им с 1760 по 1762 год «Gazzetta Veneta», почти вся сатирическая хроника которой составлялась им (переиздана во Флоренции в 1915 году). 
Согласно «ЭСБЕ», лучшим его произведением является «Observatore Veneto periodico» (1761—1768 годы; затем издано с биографией Гоцци, составленной Джованни Герардини, 1870, позже переиздано во Флоренции в 1897 году), в течение долгого времени популярное в Италии; представляет собой, подобно «Spectator’y» Аддисона, ряд публицистических и критических очерков, отличающихся красотой изложения и тонкостью сатиры. Сходно по характеру «Il mondo morale» (1760) — сборник небольших очерков, читанных Гоцци с 1740 года в Academia de Granelleschi; это — олицетворение человеческих страстей диалогами в духе Лукиана. Хороши также его «Семейные письма» (итал. Lettere famigliari, 1755, последующее издание — 1808), которые показывают широкую картину венецианских нравов его времени. Из его стихотворений самые замечательные — «Sermoni», в манере Горация, и дидактическое «Il trionfo dell’umilta». 

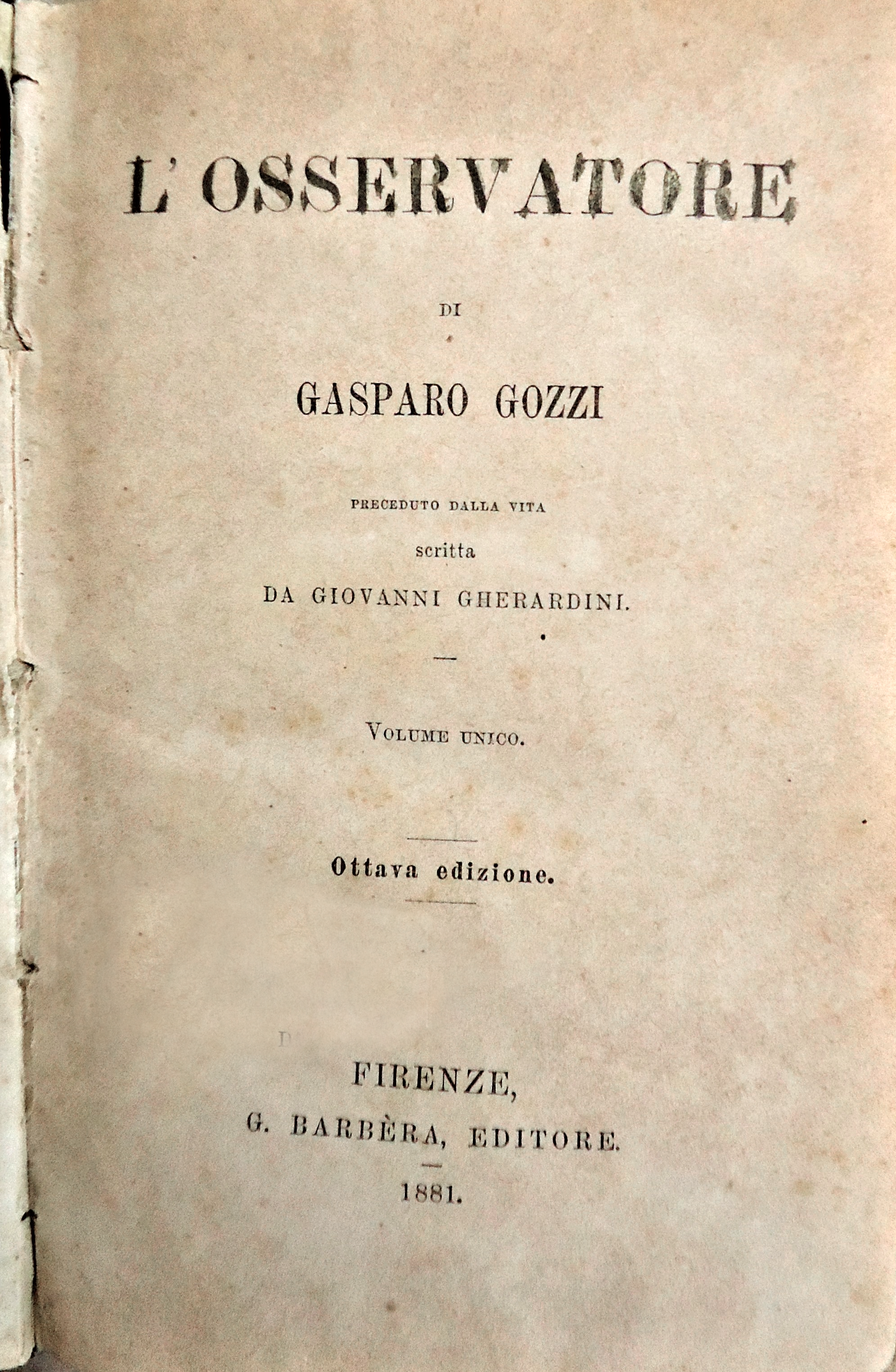
Гоцци, Гаспаро, L'Osservatore, La Barbèra editore, 1881

Собрания его «Opere» были изданы его другом Анджело Дальмистро (Венеция, 1794—1798); более полные издания явились в 1812 году (Венеция), в 1818—1826 годах (Падуя), в 1823 году (Милан). Дополнением служат «Alcuni scritti di G. Gozzi» и «Racconti di G. Gozzi» (Венеция, 1839). Собрание его стихотворений издано Гарджолли (Флоренция, 1863). Также писал стихотворные сатиры («Послания») и пародии (сборник «Приятные стихи современного автора», 1751). Его рассказы оказали определённое влияние на прозу немецкого романтизма. Жена Гоцци приобрела известность своими музыкальными драмами «Agide», «Redi», «Sparta», «La Bradamantei» и переводами комедий Теренция, трагедий Расина и так далее.